# Sanctuary (série de televisão)
Sanctuary é uma série de televisão canadense de ficção científica e fantasia criada por Damian Kindler. O show é uma expansão de uma série de oito webisódios que foi lançada sem qualquer custo por meio da Internet no início de 2007. Vendo o sucesso da série na web, o Syfy decidiu escolher a série para uma mais tradicional temporada de televisão de 13 episódios.[carece de fontes?] Uma segunda temporada de 13 episódios foi exibida em 2009-2010, e Sanctuary foi renovada para uma terceira temporada de 20 episódios em 12 dezembro de 2009. Em Janeiro de 2011, Sanctuary foi autorizada a produção de uma quarta temporada. Dia 21 de maio de 2012 foi anunciado o cancelamento da série.

## Sinopse
Sanctuary segue o trabalho da Dra. Helen Magnus (Amanda Tapping) e sua missão de proteger criaturas cuja existências só foi imaginada, lendas, animais e pessoas normais com poderes extraordinários - o que a maioria das pessoas considerariam monstros. O Santuário funciona como um porto seguro para esses anormais. Magnus foi inicialmente ajudada em sua missão por seu relutante protegido Will Zimmerman (Robin Dunne); sua  corajosa e, em aguns casos, descuidada filha Ashley (Emilie Ullerup); o lobisomem nerd e tagarela Henry Foss (Ryan Robbins), um especialista em computação e sistemas de segurança; e o carrancudo Neanderthal-assistente, interpretado por Christopher Heyerdahl (que não tem nome, mas é listado como Pé Grande nos créditos iniciais).
A história da Dra. Magnus é revelada gradualmente. Na juventude ele foi treinada por seu pai, um brilhante cientista do período vitoriano, a procurar, estudar e proteger os anormais. Helen era membro de um grupo de cientistas dados a experimentação conhecidos como “Os Cinco”, que incluía Nikola Tesla (Jonathon Young), Nigel Griffin, Dr. James Watson (Peter Wingfield), e o namorado de Magnus John Druitt (interpretado por Heyerdahl), que queriam descobrir os limites do mundo físico de maneiras não-convencionais. Em algum ponto da parceria, Magnus adquiriu um frasco de sangue de vampiro o qual “Os Cinco” injetaram em si mesmos. Depois da injeção, cada um deles desenvolveu poderes anormais: Magnus deixou de envelhecer e tem longevidade indeterminada; Nigel Griffin adquiriu o poder de ficar invisível quando quer; o intelecto do Dr. James Watson for expandido; Nikola Tesla se transformou em um vampiro com poderes de manipular a eletricidade; John Druitt desenvolveu longevidade e a habilidade de se teleportar, mas, já psicologicamente instável e possuído por uma malévola criatura de energia (explicado no episódio 11 da segunda temporada), ele acabou se tornando o assassino Jack o Estripador.
Na segunda temporada é introduzida a 'Cabala (Sanctuary)', uma poderosa organização secreta que captura, estuda e faz experimentos com os anormais acreditando que eles são uma ameaça a raça humana. Durante o episódio final, “Revelations” eles testam uma arma biológica chamada Lazarus que fazia todos os anormais expostos se tornarem extremamente violentos e logo após morrerem dolorosamente. Isso seria parte do plano da 'Cabala (Sanctuary)' de tornar a população humana inimiga dos anormais, fazendo assim com que eles pudessem eliminar todos os anormais impunemente e ganhar influência política. Eles fazem uma lavagem cerebral em Ashley, e, na segunda temporada, a tornam um super-soldado vampiro a utilizando como líder de uma equipe organizada para atacar os outros Santuários através do mundo. Contra todas as possibilidades, Magnus e sua equipe conseguem pará-la no Santuário de Old City e Ashley, em um momento consciente, aparentemente se sacrifica. Seu pai, John Druitt, caça e mata todos os principais líderes da Cabala que é desmantelada. 
Enquanto a segunda temporada prossegue, Magnus não acredita na morte da filha, porém acaba aceitando. Enquanto isso a equipe ganha um novo integrante, Kate Freelander (Agam Darshi), uma ex-agente frelance da Cabala. Eles ainda tem de lidar com uma crise na rede de Santuários quando é descoberto que Magnus havia desrespeitado a ordem de matar um poderoso anormal conhecido como “Grande Bertha”. No fim da segunda temporada e no começo da Terceira, um homem chamado Edward Forsythe (Callum Blue) tenta tomar o controle de Bertha para utilizar seus poderes e o líder do Santuário de Nova Iorque Terence Wexford (Paul McGillion) se rebela e tenta destruí-la inclusive arriscando a vida de Helen Magnus. É descoberto então que Big Bertha tem uma importância muito grande para todo o ecossistema terrestre e ainda pode se comunicar com humanos escolhidos utilizando o nome da deusa hindu Kali.

## Elenco
- Amanda Tapping (Dr. Helen Magnus)
- Robin Dunne (Dr. Will Zimmerman)
- Emilie Ullerup (Ashley Magnus)
- Christopher Heyerdahl (Bigfoot)
- Cainan Wiebe (Alexei)